# Елсинор (Мисури)
Елсинор (енгл. Ellsinore) град је у америчкој савезној држави Мисури.

## Демографија
По попису из 2010. године број становника је 446, што је 83 (22,9%) становника више него 2000. године.
| Група             | 2000.       | 2010.       |
| Белци             | 355 (97,8%) | 437 (98,0%) |
| Афроамериканци    | 0 (0,0%)    | 0 (0,0%)    |
| Азијати           | 0 (0,0%)    | 0 (0,0%)    |
| Хиспаноамериканци | 1 (0,3%)    | 5 (1,1%)    |
| Укупно            | 363         | 446         |